# Antti Rautiola
Antti Rautiola (* 8. Februar 1988 in Äänekoski) ist ein ehemaliger finnischer Eishockeytorwart, der unter anderem für Kärpät Oulu und die Pelicans Lahti in der Liiga  aktiv war.

## Karriere
Antti Rautiola begann seine Karriere als Eishockeyspieler in der Nachwuchsabteilung von Kärpät Oulu, in dessen Profimannschaft aus der SM-liiga er zur Saison 2007/08 aufrückte. In seinen ersten drei Profijahren blieb der Torwart als dritter Mann jedoch ohne Ligaeinsatz für Kärpät. In der Saison 2008/09 bestritt er sein erstes Spiel im Profibereich als Leihspieler für Kajaanin Hokki in der zweiten finnischen Spielklasse, der Mestis. In der folgenden Spielzeit absolvierte er weitere acht Einsätze für Hokki in der Mestis sowie elf Spiele für den KLH Vajgar Jindřichův Hradec in der dritten tschechischen Spielklasse, der 2. národní hokejová liga. Den Großteil der Spielzeit Saison 2010/11 verbrachte er als Stammspieler bei Kiekko-Laser in der Mestis. Parallel stand er erstmals in zwei Spielen für Kärpät Oulu in der SM-liiga zwischen den Pfosten. 
Zur Saison 2011/12 wechselte Rautiola innerhalb der SM-liiga zu den Pelicans Lahti, wurde jedoch zu Saisonbeginn an den Zweitligisten Peliitat ausgeliehen. Die Saison 2012/13 verbrachte er komplett bei Jokipojat Joensuu, ehe er zu den Pelicans respektive  Peliitat zurückkehrte.
2016 beendet er seine Karriere.